# Guzki Boucharda
Guzki Boucharda – charakterystyczne dla choroby zwyrodnieniowej stawów rąk guzki, występujące na grzbietowej powierzchni stawów międzypaliczkowych bliższych. Guzki składają się z tkanki kostnej i chrzęstnej, w ich okolicy może dojść niekiedy do odczynów zapalnych.  
Nazwane na cześć francuskiego patologa Charlesa-Josepha Boucharda.